# 系外行星列表

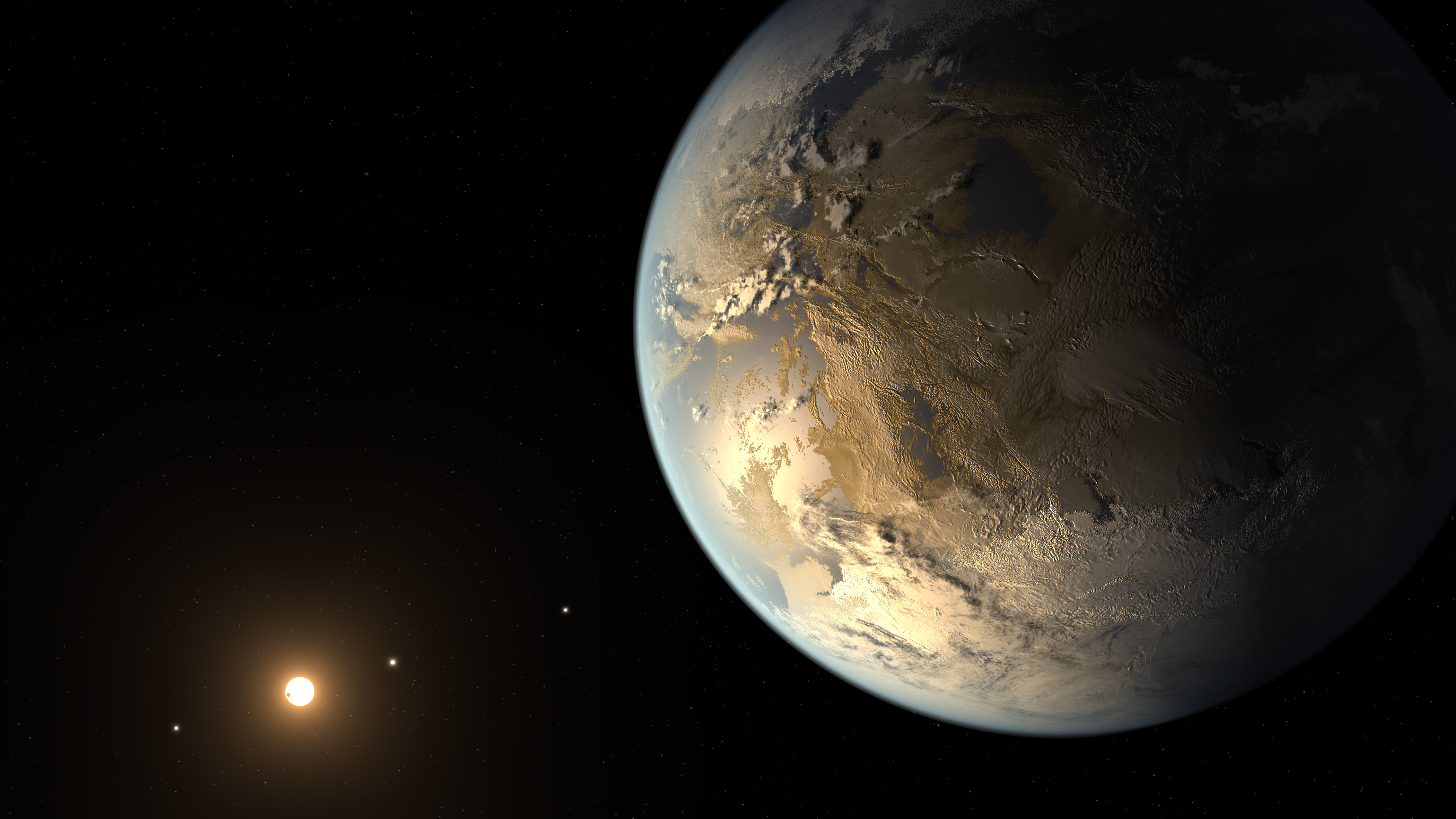
系外行星克卜勒186f的想象图

这是系外行星列表。截至2022年8月1日，人类已在3,794个行星系中发现并确认了5,125颗系外行星，其中有829个行星系统中有多个行星。大部分由克卜勒太空望遠鏡发现。除此之外，还有数千颗系外行星等待确认。关于详细的清单，请见§ 具体系外行星列表。

## 系外行星命名法

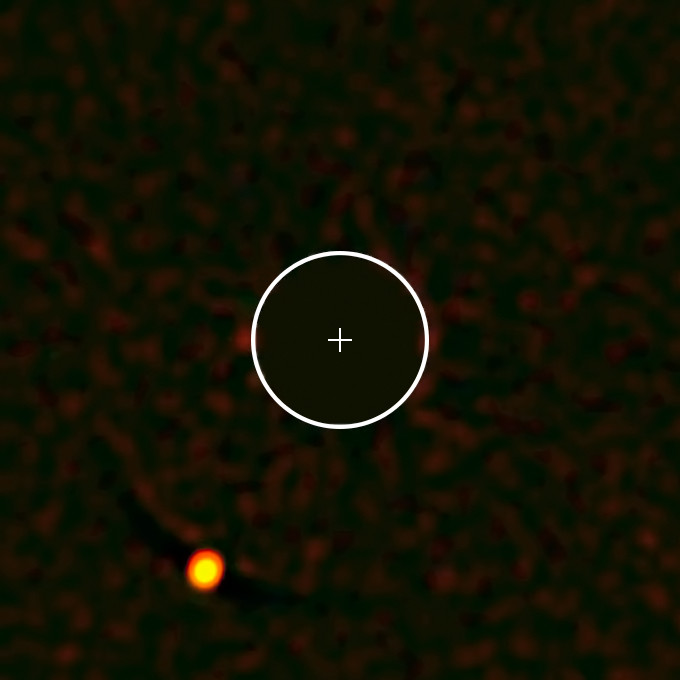
系外行星HIP 65426b是第一个被发现的环绕HIP 65426的行星

國際天文聯會（IAU）规定一般系外行星命名法则。对于单恒星系统，IAU的采用在主星名称后加小写字母的方式给行星命名。小写字母由发现行星的时间顺序决定。第一颗发现的行星赋予为“b”，主星则赋予为“a”，后续在此恒星系中发现的行星，则赋予后续字母。若多颗行星同时被发现，则距离主星近的赋予的字母顺序靠前。其他命名法则也存在。

## 系外行星探测法
- 凌日法: 3,881 (76.2%)
- 径向速度法: 937 (18.4%)
- 微重力透镜法: 153 (3.0%)
- 直接影像法: 61 (1.2%)
- 凌日时间变分法: 23 (0.5%)
- 日食时间变分法: 19 (0.4%)
- 轨道亮度变分法: 9 (0.2%)
- 脉冲星计时法: 8 (0.2%)
- 脉冲时间变分法: 2 (0.0%)
- 天体测量法: 2 (0.0%)
- 恒星盘法: 1 (0.0%)

大约97%的系外行星是通过间接观测法观测到的，其中占比最大的是凌日法和径向速度法。

## 具体系外行星列表

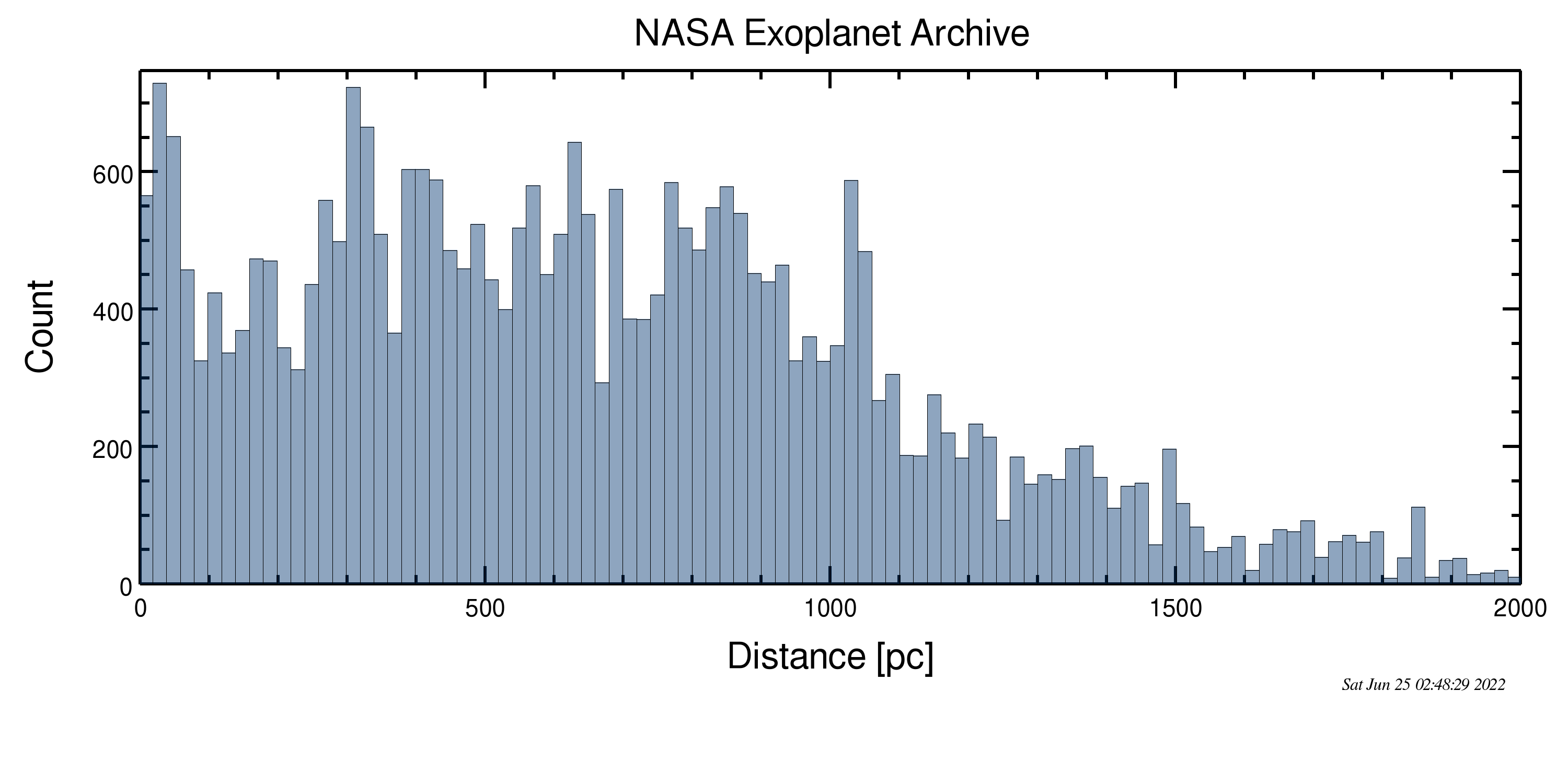
已确认的系外行星离太阳系距离分布图

- 直接影像观测的系外行星列表（英语：List of directly imaged exoplanets）
- 2000年之前发现的系外行星列表（33）
- 2000年－2009年发现的系外行星列表
- 2010年发现的系外行星列表（109）
- 2011年发现的系外行星列表（143）
- 2012年发现的系外行星列表（149）
- 2013年发现的系外行星列表（152）
- 2014年发现的系外行星列表（867）
- 2015年发现的系外行星列表（157）
- 2016年发现的系外行星列表（1508）
- 2017年发现的系外行星列表（149）
- 2018年发现的系外行星列表（315）
- 2019年发现的系外行星列表（206）
- 2020年发现的系外行星列表（261）
- 2021年发现的系外行星列表（244）
- 首个系外行星列表（英语：List of exoplanet firsts）
- 开普勒望远镜发现的行星列表
- 开普勒K2任务发现的系外行星列表（英语：List of exoplanets observed during Kepler's K2 mission）
- 可能存在液态水的系外行星列表（英语：List of extrasolar candidates for liquid water）
- 多行星系统列表
- 近地系外行星列表
- 最近類地太陽系外行星列表
- 适居太阳系外行星列表
- 系外行星的专有名词列表（英语：List of proper names of exoplanets）
- 凌日法发现的系外行星列表（英语：List of transiting exoplanets）